# Rosacea flaccida
Rosacea flaccida is een hydroïdpoliep uit de familie Prayidae. De poliep komt uit het geslacht Rosacea. Rosacea flaccida werd in 1978 voor het eerst wetenschappelijk beschreven door Biggs, Pugh & Carré. 